# Slučajna spremenljivka
Slučajna spremenljivka je količina, ki nastopi kot rezultat poskusa (dogodka), kjer je možnih več izidov. Pri tem pa pojavitev katerekoli vrednosti iz danega območja predstavlja slučajno vrednost. Pojem slučajna spremenljivka se uporablja v statistiki in za opisovanje stohastičnih pojavov.
Poznamo dva pomembna razreda slučajnih spremenljivk, diskretne in zvezne slučajne spremenljivke. Obstajajo pa tudi slučajne spremenljivke, ki niso ne diskretne ne zvezne.

## Definicija
Slučajna spremenljivka {\displaystyle X} na verjetnostnem prostoru {\displaystyle (\Omega ,{\mathcal {F}},\operatorname {P} )} je merljiva funkcija {\displaystyle X:\Omega \to \mathbb {R} }, za katero velja {\displaystyle \{\omega \in \Omega \mid X(\omega )\leq x\}\in {\mathcal {F}}} za vse {\displaystyle x\in \mathbb {R} }. Slučajna spremenljivka se pogosto označuje z velikimi latiničnimi črkami, kot so {\displaystyle X,Y,Z,T}.
Porazdelitvena funkcija verjetnosti {\displaystyle F(x)} slučajne spremenljivke {\displaystyle X} je funkcija, ki vsaki realni vrednosti {\displaystyle x\in \mathbb {R} } priredi verjetnost dogodka {\displaystyle X\leq x}. To pomeni, da velja:  
{\displaystyle F(x)=P(X\leq x),\quad x\in \mathbb {R} }.
Za porazdelitveno funkcijo velja {\textstyle \lim _{x\to -\infty }F(x)=0} in {\textstyle \lim _{x\to \infty }F(x)=1}, kakor tudi to, da je nepadajoča funkcija.

## Diskretne slučajne spremenljivke
Porazdelitveni zakon diskretne slučajne spremenljivke se imenuje diskretna porazdelitev. Kadar za diskretno slučajno spremenljivko {\displaystyle X} poznamo porazdelitveni zakon, ga zapišemo v obliki:
{\displaystyle X:{\begin{pmatrix}x_{1}&x_{2}...&x_{k}...&x_{n}\\p_{1}&p_{2}...&p_{k}...&p_{n}\end{pmatrix}},}
kjer je {\displaystyle P(X=x_{i})=p_{i}}. Pri tem velja: {\textstyle \sum _{i=1}^{n}p_{i}=1} in {\displaystyle p_{i}\geq 0} za vse {\displaystyle i}. Ta oblika zakona velja za diskretne slučajne spremenljivke, ki zavzamejo končno mnogo vrednosti. V primeru diskretnih slučajnih spremenljivk, ki zavzamejo neskončno mnogo vrednosti, recimo {\displaystyle (x_{1},x_{2},...)}, verjetnostno porazdelitev lahko podamo z eksplicitnim predpisom vrednosti {\displaystyle P(X=x_{k})} za vse {\displaystyle k}.

#### Bernoullijeve slučajne spremenljivke
Slučajnim spremenljivkam z vrednostmi v {\displaystyle \{0,1\}} pravimo Bernoullijeve slučajne spremenljivke ali indikatorji. Naj bo {\displaystyle p\in [0,1],\;q=1-p}. Označimo {\displaystyle X\sim {\text{Bernoulli}}(p)}.
{\displaystyle P(X=1)=p}
{\displaystyle P(X=0)=q}
Primer: V mrzlem jutru bo avto vžgal z verjetnostjo {\displaystyle p}.

#### Geometrijska porazdelitev
Pravimo, da ima X geometrijsko porazdelitev s parametrom p є [0, 1](q = 1 - p), če velja
• Slika(X) = {1,2,...} in 
• P(X = k) = pqk-1 za vse k = 1,2,3...

Označimo X ~ Geom(p).
Spet dobimo verjetnostno porazdelitev, saj je
{\displaystyle \sum _{k=1}^{\infty }pq^{k-1}=p\sum _{k=0}^{\infty }q^{k}={\frac {p}{1-q}}=1.}
(Da bo druga enakost veljala tudi v primeru p=1, se zedinimo, da je 00 = 1.)
Porazdelitvena funkcija diskretne slučajne spremenljivke je funkcija F(x), določena z
{\displaystyle F(x)=\sum _{x_{i}\leq x}p_{i}.}

## Zvezne slučajne spremenljivke
Definicija : Slučajna spremenljivka X je zvezna, če njeno porazdelitveno funkcijo Fx lahko zapišemo v obliki
{\displaystyle F_{x}(x)=P(X\leq x)=\int _{-\infty }^{x}f_{x}(u)du,}
kjer je fx ≥ 0 nenegativna funkcija. Taki funkciji fx pravimo gostota slučajne spremenljivke X.
Za gostoto fx velja, da je fx (x) = F'x (x), če odvod Fx v točki x obstaja.
V točkah x, kjer odvod ne obstaja, pa je gostota enaka fx (x) = 0.
Zgled: Enakomerna porazdelitev na intervalu
Enakomerna porazdelitev na intervalu [a,b] ima gostoto
{\displaystyle f(x)={\begin{cases}{\frac {1}{b-a}},&{\text{za }}a<x<b;\\0,&{\text{sicer.}}\end{cases}}}
in porazdelitveno funkcijo
{\displaystyle F(x)={\begin{cases}0,&{\text{za }}x<a;\\{\frac {x-a}{b-a}},&{\text{za }}a\leq x\leq b;\\1,&{\text{za }}x>b.\end{cases}}}
Zgled: Eksponentna porazdelitev
Eksponentna porazdelitev s parametrom λ > 0 ima gostoto
{\displaystyle f(x)={\begin{cases}0,&{\text{za }}x\leq 0;\\\lambda e^{-\lambda x},&{\text{za }}x>0.\end{cases}}}
in porazdelitveno funkcijo
{\displaystyle F(x)={\begin{cases}0,&{\text{za }}x\leq 0;\\1-e^{-\lambda x},&{\text{za }}x>0.\end{cases}}}
Zgled: Splošna normalna porazdelitev
Podana formula predstavlja funkcijo gostoto verjetnosti.
{\displaystyle \varphi _{\mu {,}\sigma ^{2}}(x)={\tfrac {1}{\sqrt {2\pi \sigma ^{2}}}}e^{-{\frac {1}{2\sigma ^{2}}}(x-\mu )^{2}}}
za vse x-e, ki so v množici realnih števil.

Normalno porazdelitev označimo z N(μ,σ2).
V primeru μ = 0, σ = 1 jo imenujemo standardna normalna porazdelitev.
Standardna normalna porazdelitev je porazdelitev vrednosti s povprečjem (aritmetično sredino) 0 in standardnim odklonom 1.